# Ignacy Hoffman
Ignacy Hoffman (ur. 8 maja 1873 w Jarugach, zm. 17 grudnia 1947 w Poznaniu) – polski lekarz, patolog.

## Życiorys
W Humaniu ukończył gimnazjum. Wstąpił na Wydział Lekarski Uniwersytetu Kijowskiego. W 1891 uzyskał stopień lekarza, a w 1906 doktora medycyny (praca O syntezie kwasu hipurowego w zapaleniach nerek). Pracował wtedy na stanowisku asystenta Kliniki Chorób Wewnętrznych Uniwersytetu Kijowskiego pod kierunkiem prof. Wasilija Obrazcowa. W 1912 studiował w Berlinie. Habilitował się w 1917 w zakresie chorób wewnętrznych. Był współtwórcą Polskiego Towarzystwa Lekarskiego, a potem wieloletnim jego prezesem. Współpracował intensywnie z Polskim Towarzystwem Kolonii Letnich dla Dzieci. W 1919 powrócił do Polski i objął starszą ordynaturę w warszawskim Szpitalu Ujazdowskim. Od stycznia 1920 do września 1921 służył w Wojsku Polskim. W 1921 został profesorem patologii ogólnej i doświadczalnej Uniwersytetu Poznańskiego, gdzie powierzony zakład stworzył od podstaw. W Poznaniu rozwinął szeroko działalność badawczą i opublikował szereg rozpraw. Jego zainteresowania skupiały się przede wszystkim na biologicznych podstawach dziedziczności, patogenezie dny, roli hipochloremii w patologii i wpływie śródżylnego podawania roztworów koloidalnych. W latach 1933/1934 i 1946/1947 pełnił rolę dziekana Wydziału Lekarskiego UP.
Podczas II wojny światowej był poszukiwany przez Niemców, w związku z czym przeniósł się do Warszawy i tam ukrył. Brał udział w pracach tajnego Uniwersytetu Ziem Zachodnich. Po upadku powstania warszawskiego przeniósł się do Częstochowy, gdzie wykładał na tajnych kompletach patologię ogólną i doświadczalną. W 1945 powrócił do Poznania, gdzie mimo wieku i chorób, zajął się odbudową Wydziału Lekarskiego UP. Nie zdążył wydać nowego podręcznika patologii ogólnej i doświadczalnej, którego rękopis (przygotowany do druku) zaginął w walkach powstania warszawskiego.